# Clayton Public Library
La Clayton Public Library – également appelée D.D. Monroe Civic Building – est une bibliothèque publique américaine à Clayton, dans le comté d'Union, au Nouveau-Mexique. Construite en 1938-1939 dans le style Pueblo Revival par la Work Projects Administration, elle est inscrite au New Mexico State Register of Cultural Properties depuis le 5 avril 2002 ainsi qu'au Registre national des lieux historiques depuis le 20 décembre 2002.